# L'Homme de la Manche
Pour les articles homonymes, voir L'Homme de la Mancha.
Pour plus de détails, voir Fiche technique et Distribution.
L'Homme de la Manche (Man of La Mancha)  est un film musical italo-américain d'Arthur Hiller sorti en 1972. 

## Synopsis
Alors que Miguel de Cervantes et son domestique attendent d’être convoqués devant l’Inquisition espagnole pour avoir monté une pièce de théâtre critiquant le tribunal, ses codétenus le soumettent à un simulacre de procès afin de justifier l’emprise de tous les biens qu’il possède avec lui. Préoccupé uniquement par le sort d’un manuscrit, Cervantès monte sa défense sous la forme d’une pièce de théâtre, dans laquelle il joue le rôle d’Alonso Quijana, un vieux monsieur qui a perdu la tête et croit maintenant qu’il devrait aller de l’avant en tant que chevalier errant pour redresser les torts du monde. Quijana se renomme Don Quichotte de La Mancha et part avec son « écuyer », Sancho Panza, attaquant un moulin à vent qu’il pense être un géant. 
Il se rend ensuite dans une auberge, où il rencontre, courtise et essaie de sauver Aldonza, une servante et prostituée fatiguée du monde, qu’il considère comme la femme idéale et qu’il appelle Dulcinée. La nièce de Quijana, Antonia, s’inquiète de l’effet que le comportement de son oncle pourrait avoir sur son mariage à venir avec Sanson Carrasco, un homme rationnel que le prêtre local convainc d’essayer de débarrasser Quijana de ses délires. Carrasco finit par réussir, mais le choc de la guérison laisse le vieil homme au seuil de la mort. Une visite de Sancho le ranime mais il pense que ses aventures n’étaient qu’un rêve, jusqu’à ce qu’Aldonza lui rende visite et le fasse se souvenir. Alors que Don Quichotte, Sancho et Aldonza se préparent à partir pour d’autres aventures, Don Quichotte tombe mort, n’ayant pas accompli grand-chose d’autre que de fournir à Aldonza un fantasme qui rend sa vie difficile un peu plus supportable. 
De retour dans le donjon, les détenus rendent le manuscrit à Cervantès alors que lui et son serviteur partent affronter l’Inquisition.

## Fiche technique
- Titre original : Man of La Mancha
- Titre : L'Homme de la Manche
- Réalisation : Arthur Hiller
- Scénario : Dale Wasserman (en), d'après la comédie musicale homonyme inspirée du roman Don Quichotte de Miguel de Cervantes
- Décors et costumes : Luciano Damiani
- Photographie : Giuseppe Rotunno
- Son : David Hildyard, Richard Portman
- Montage : Robert C. Jones
- Production : Arthur Hiller ; Saul Chaplin (associé) ; Alberto Grimaldi (exécutif)
- Société de production : Produzioni Europee Associati (PEA)
- Format : Couleur (DeLuxe) – Version 35 mm – 1.85:1 – Stéréo 4 pistes
  - Version 70 mm – 2.20:1 – Stéréo 6 pistes
- Genre : musical, romance, aventure
- Durée : 132 min
- Dates de sortie :
  - États-Unis : 11 décembre 1972 (New York)
  - États-Unis : février 1973 (sortie nationale)
  - France :27 septembre 1973

## Distribution
- Peter O'Toole : Don Quixote de La Mancha / Miguel de Cervantes / Alonso Quijana
- Simon Gilbert : Don Quixote de La Mancha (chant)[2]
- Sophia Loren : Aldonza / Dulcinea
- James Coco : Sancho Panza / Cervantes Manservant
- Harry Andrews : Le « Gouverneur » / l'aubergiste
- John Castle : Le « Duc » / Dr Sanson Carrasco
- Brian Blessed : Pedro
- Ian Richardson : le Père
- Julie Gregg : Antonia Quijana
- Rosalie Crutchley : la gouvernante
- Gino Conforti : le barbier
- Marne Maitland : Capitaine de la Garde
- Dorothy Sinclair : Maria, la femme de l'aubergiste
- Miriam Acevedo : Fermina
- Dominic Barto : un muletier
- Poldo Bendandi : un muletier
- Peppi Borza : un muletier
- Mario Donen : un muletier
- Fred Evans : un muletier
- Francesco Ferrini : un muletier
- Paolo Gozlino : un muletier
- Teddy Green : un muletier
- Peter Johnston : un muletier
- Roy Jones : un muletier
- Connel Miles : un muletier
- Steffen Zacharias : un muletier
- Lou Zamprogna : un muletier